# 馬哈茂德·本·庫楚克
馬哈茂德·本·庫楚克（？—1466年）是創建大帳汗國、阿斯特拉罕汗國的可汗。乞赤黑·马哈麻之子。
他與兄弟阿黑麻汗鬥爭多年後，1465年逃到哈吉·答剌罕鎮，建立了獨立的阿斯特拉罕汗國，與周圍強大的鄰國的友好關係並發行自己的錢幤。
他曾用韃靼語寫信给鄂圖曼帝國蘇丹穆罕默德二世（1466年4月10日），內容是鄂圖曼和阿斯特拉罕建交的必要性，並派遣大使去伊斯坦堡。
| 前任： 乞赤黑·馬哈麻 | 大帳汗國君主 1459年—1465年       | 繼任： 阿黑麻汗   |
| 新頭銜               | 阿斯特拉罕汗國君主 1465年—1466年 | 繼任： 卡西姆一世 |